# Pancho Amat
Leonel Francisco Amat (Güira de Melena, La Habana, abril de 1950), conocido como Pancho Amat, es un guitarrista y tresista cubano. Ha elevado el tres como instrumento de concierto a través de la vinculación de conceptos de música clásica, jazz y aires trovadorescos.

## Biografía
Se graduó de pedagogía en la Universidad de La Habana en 1971. Ese año fundó el Grupo Manguaré, que dirigió por más de 15 años. Es egresado de guitarra clásica por el conservatorio Ignacio Cervantes.
Ha trabajado con numerosos formatos de música cubana como tríos o cuartetos, conjuntos típicos, charangas, realizando incluso arreglos para orquesta sinfónica.
Caracterizándose por el virtuosismo en sus actuaciones en directo, ha colaborado junto a artistas como Joaquín Sabina, Oscar D'León, Pablo Milanés, Rosana, Ry Cooder, Silvio Rodríguez, Víctor Víctor, Yomo Toro, y Víctor Jara, entre otros. Ha realizado giras a EUA, Europa y Japón con diferentes grupos de la música cubana.
En 1995 editó Son Por Tres disco que obtuvo el Premio Nacional de la Crítica en Cubadisco. Trabajó con el roquero español Santiago Auserón en el proyecto Juan Perro, fusionando el tres con el rock.
En De San Antonio a Maisí, su segunda producción, combinó diferentes estilos de la música cubana como el son y el bolero, trabajando con su grupo el Cabildo del Son. Este álbum fue merecedor en Cubadisco 2002 del premio Mejor álbum de música tradicional.
Pancho Amat es continuador en Cuba de la obra de célebres tocadores de tres como Arsenio Rodríguez.
En noviembre del 2012, fue seleccionado para la apertura de la decimosexta versión del DR Jazz Festival, junto a personalidades relevantes de las cuerdas caribeñas como el guitarrista Juan Francisco Ordóñez y el "cuatrista" Pedro Guzmán, entre otros.